# Бок, Эмиль
Эмиль Бок (рум. Emil Boc; род. 6 сентября 1966, Рэкицеле) — румынский государственный и политический деятель. Премьер-министр Румынии (2008—2012).

## Политическая карьера
В 2003 году избран председателем Демократической либеральной партии Румынии.

### Мэр Клуж-Напоки
В 2004 году Эмиль Бок победил на выборах в мэры города Клуж-Напоки. Его соперниками были крайне правый националист Джордже Фунар, занимавший пост мэра города в течение 12 лет, и Иоан Рус, кандидат от Социал-демократической партии. На местных выборах 2008 года вновь избран мэром города, получив 76,2 % голосов избирателей. К началу мирового экономического кризиса Клуж-Напока оказался одним из наиболее благополучных в экономическом отношении городов Румынии.

### Премьер-министр Румынии
После парламентских выборов 2008 года Демократическая либеральная и социал-демократическая партии подписали соглашение о создании коалиции, которая должна сформировать правительство. Первоначально назначенный премьер-министром Теодор Столожан 15 декабря 2008 года ушёл в отставку, временным премьером был назначен Эмиль Бок. 22 декабря того же года он получил вотум доверия в парламенте. В состав коалиционного правительства Эмиля Бока вошли представители Демократической либеральной партии и Социал-демократической партии. Эта коалиция двух основных противоборствующих сил в стране носила временный характер.
Уже осенью 2009 года правящая коалиция распалась. Началом разногласий внутри союзников послужило заявление социал-демократического министра внутренних дел Дана Ники, который обвинил сторонников президента Траяна Бэсеску в попытке организовать фальсификацию предстоящих в Румынии 22 ноября президентских выборах. 29 сентября 2009 года Эмиль Бок попросил Траяна Бэсеску освободить Дана Нику от должности министра, что и было сделано. Временным министром внутренних дел был назначен представитель Демократической либеральной партии Василе Благу.
1 октября 2009 года лидер Социал-демократической партии Мирча Джоанэ заявил, что все министры, представляющие социал-демократов, уходят в отставку в знак солидарности с Даном Никой. 13 октября 2009 парламент Румынии вынес вотум недоверия кабинету Эмиля Бока.
Правительственный кризис продолжался во время кампании по выборам президента Румынии и завершился лишь после подведения итогов второго тура голосования. На выборах президента Румынии победу одержал Траян Бэсеску, который вновь предложил сформировать кабинет Эмилю Боку. 23 декабря 2009 года второе правительство Бока получило вотум доверия в парламенте страны. Новую правящую коалицию составили Демократическая либеральная партия и Демократический союз венгров Румынии.
6 февраля 2012 года Эмиль Бок и его правительство подало в отставку в результате массовых выступлений, сам Бок обосновал такой шаг желанием разрядить политическую и социальную обстановку в стране.

### Возвращение в Клуж-Напоку
В апреле 2012 года стало известно, что Эмиль Бок намерен баллотироваться на пост примара города Клуж-Напока, который он возглавлял до того, как занял пост премьер-министра.
10 июня 2012 года в Румынии прошли муниципальные выборы. На прошедших выборах Эмиль Бок был избран примаром Клуж-Напоки, набрав 42 % голосов, его соперник Мариус Никоарэ набрал примерно 39,5 %.